# Arthur de Salins
Pour les articles homonymes, voir Salins.
Arthur Joseph Marie Guyot d'Asnières de Salins (1857-1936), dit Arthur de Salins, est un général français. Après s'être illustré pendant la Première Guerre mondiale, notamment comme « le vainqueur de Douaumont » en 1916, il est connu pour être l'un des chefs des scouts de France à la suite de la création de ce mouvement par le père Jacques Sevin, le chanoine Cornette, Paul Coze et Édouard de Macedo.
Il est président de la fédération des scouts de France (créée en 1920) de 1922 à sa mort en 1936.

## Biographie
Il naît à Auray le 3 décembre 1857. Il fait ses études chez les Eudistes au Collège Saint-Sauveur de Redon puis chez les Jésuites à la rue des Postes à Paris.

### Carrière militaire
Il sort officier de Saint-Cyr, promotion de Novi Bazar (1877-1879) et choisit d’incorporer les chasseurs à pied. Désireux de participer à la conquête du nouvel empire colonial, il demande et obtient en février 1882 de passer avec son grade dans l’Infanterie de Marine. Il sert d’abord en Nouvelle-Calédonie puis aux Nouvelles-Hébrides, puis en Guadeloupe, puis, avec les Généraux Inspecteurs, au Sénégal, aux Antilles, en Guyane, et enfin au Tonkin.
Il sort de l’École de Guerre en 1894, puis est affecté deux ans à l’état-major du gouverneur Militaire de Paris, et promu capitaine et chevalier de la Légion d’honneur. Ensuite, de 1896 à 1907, il effectue trois séjours au Tonkin comme capitaine, chef de bataillon, lieutenant-colonel et commandant de cercles de frontières.
Rentré en France et promu colonel le 23 juin 1908, il est nommé chef d’état-major par le Général Galliéni qui préside alors à Paris le comité de défense des colonies, jusqu’en 1914 où lui est donné le commandement du 1er Régiment de Tirailleurs Malgaches à Madagascar.

### Première Guerre Mondiale
La guerre éclate, il se porte alors aussitôt volontaire pour le front et rejoint Verdun au début du mois de novembre pour être mis à la tête du 55e Régiment d’Infanterie métropolitaine. À la tête de celui-ci, il s’empare du bois des Forges au nord-ouest de Verdun le 20 décembre 1914, succès qui lui vaut outre une élévation de grade, le commandement de la 57e brigade d'infanterie qu’il conserve jusque son grade de Général le 20 avril 1915.
Neuf mois plus tard, il reçoit le commandement de la 38e division avec laquelle il défend victorieusement pendant trois mois l’importante crête de la Côte 304, enlève Fleury et reprend le fort et le village de Douaumont, en 1916. Ces succès lui valent la croix de Commandeur avec citation.
En mars 1916, il commande la 29e Division d'infanterie établie au nord-ouest du secteur militaire de Verdun. Et c'est ès qualités qu'il signe l'« Ordre du Régiment No 389 » dans lequel il écrit que « Les officiers, sous-officiers et soldats du détachement Spiesz (Commandant le 1er Bataillon du 141e) ont soutenu hautement l'honneur de la 29e Division qui s'enorgueillit déjà des journées de Xermaménil et de Vassincourt (combats victorieux de la 29e Division lors de la 2e offensive en Lorraine fin août 1914). Les Provençaux ont prouvé qu'ils sont capables d'unir à leur entrain naturel la ténacité et l'esprit de sacrifice... (A propos des accusations diffamatoires du 21 août 1914 à l'encontre des 29e et 30e divisions du 15e Corps d'armée uniquement composé par des Méridionaux du Sud-Est) » (JMO du 141e RI du 12 février 1916 au 15 avril 1916 - Site « Mémoire des Hommes » Cote 26 N 693/6 pages 32 à 40).
À la tête de la 38e division, Le général de Salins connaît ses hommes et sait leur parler. Il mène ensuite successivement les combats victorieux de Louvemont, Les Chambrettes, Hurtebise, La Malmaison, le Chemin des Dames, Bohéry… faisant plus de 11 000 prisonniers.
Après la Meuse, c’est sur l’Aisne qu’il est appelé le 25 mai 1917 et est promu Général de Division, toujours à la tête de la désormais 38e Division.
Le 23 octobre 1917, à la suite d’une victoire supplémentaire il reçoit avec sa division la citation suivante : « Le Général de Division de SALINS, Commandant la 38e Division, a commandé en chef d’élite, une Division d’Elite qui a enlevé le 23 oct. 1917 une position formidablement défendue par les meilleures troupes d’Allemagne. »
En 1918, à la suite de la défection russe, l’offensive allemande met en danger Paris. La Division de Salins alors en Champagne est appelée à la rescousse et parvient à arrêter puis à mettre en déroute l’avancée ennemie. À la fin du mois de mai, une nouvelle offensive Allemande est une nouvelle fois arrêtée par la 38e Division. Le 18 juillet 1918, le Général Mangin fait appel à la 38e Division ce qui le permet de mener à bien l’offensive décisive de Château-Thierry et ce qui vaut au Général de Salins, avec la Croix de Grand officier de la Légion d’honneur, une nouvelle citation.
L’Armistice arrivée, c’est décimée mais victorieuse que la 38e Division entre la première dans Strasbourg libéré au milieu d’un enthousiasme populaire indescriptible.
Atteint par la limite d’âge des Divisionnaires, le Général se retire à Versailles d’où il reste disponible pour pouvoir s’occuper des questions militaires et coloniales.

### Le scoutisme
Il accepte alors, sur la désignation du général de Maud’Huy alors très malade, de prendre sa succession à la direction générale et l’organisation des scouts catholiques de France.
Lorsqu’un mouvement se crée, son essor est facilité par l’appui qu’il reçoit de personnalités en vue. Pour les Scouts de France, à leur création en 1920, ce rôle est tenu successivement par les généraux de Maud’huy et de Salins. Ces deux généraux sont auréolés de leur rôle pour la reprise du fort de Douaumont en 1916. Louis de Maud’huy devient membre du Comité de soutien aux Scouts de France en 1920, puis président de l’association et enfin premier chef scout de l’association. Son rôle reste limité puisqu’il meurt en 1921.
Louis de Maud'huy propose Arthur de Salins à sa succession comme « Chef-Scout », et le Comité Directeur le nomme Président de la fédération des Scouts de France le 3 mars 1922.
Dès lors, le général de Salins facilite et contribue de façon décisive à l’essor du scoutisme en France. Très vite, il s’imprègne de la pédagogie scoute et de l’organisation de l’association, multiplie les visites dans les camps pour rencontrer les scouts et les voir vivre le scoutisme.
Il assiste au premier camp de Chamarande, qui se déroule du 31 mars au 9 avril 1923 au cours duquel sa présence, ses conseils et ses instructions sont un encouragement précieux pour tous les scouts de la 1re Chamarande.
Il consacre beaucoup de son temps à défendre le scoutisme face à une église parfois très réfractaire : les évêques sont réticents devant cette « importation » d’origine anglaise et protestante. À cette époque, l’accord de l’évêque est indispensable pour créer une troupe dans un diocèse.
Lors du rallye du 4 novembre 1923, en présence du commissaire Hubert Martin, directeur du Bureau International et bras droit de Baden Powell, le général de Salins ne craint pas de déclarer :
« Certaines personnes, peu averties de notre œuvre, s’étonnent cependant du nombre relativement restreint de nos groupements : 152 troupes affiliées, 60 en formation. C’est qu’elles connaissent mal le scoutisme en général, et le scoutisme catholique en particulier… Nous voulons que nos garçons soient des chrétiens d’élite, des chevaliers modernes, toujours prêts à servir Dieu, la Patrie, la famille. Un tel objet impose un travail en profondeur, inconciliable avec une trop rapide extension en surface. Celle-ci viendra plus tard, tout naturellement, à son heure. »
Il va à la rencontre de la quasi-totalité des évêques de France avec le chanoine Cornette et effectue notamment un voyage à Rome en 1924 avec le Père Sevin, afin de présenter au pape Pie XI les bienfaits du scoutisme catholique en France.
Le général de Salins préside le Conseil d’Administration et le Comité de Règlement qui dirige et centralise toutes les activités des Scouts de France. En 1925, il met sur pied le premier Congrès National des Chefs Scouts à Dijon.
Tertiaire dominicain, comme Édouard de Macedo, le général de Salins croit profondément à la dimension catholique du scoutisme et fait une lecture très thomiste de la Loi et des Principes scouts.
Il n’hésite pas à mettre dans la balance son prestige et sa connaissance du scoutisme, pour convaincre les sceptiques: il met même plusieurs fois son autorité et même son poste en jeu (en 1924) pour que le Père Sevin cesse ses projets d'Ordre scout. Pourtant militaire de carrière, il est contre une conception militariste du scoutisme et toute récupération de fanatisme politique. Il est farouchement anti-fasciste, au point d'être inquiété lors de ses voyages à Rome - alors dominée par Mussolini - , l'occasion d'anecdotes de provocations potaches au bord de l'incident diplomatique.
En août 1926, il représente avec le père Sevin, la jeune Fédération au Congrès international de Kandersteg. Les Scouts de France comptent alors 20 provinces, plus de 50 districts et 395 unités.
En 1929  il retourne une nouvelle fois à Rome à la tête d'une délégation scoute pour rencontrer le pape Pie XI qui défend la cause du scoutisme catholique attaqué de façon très virulente en France, notamment à cause de la rédaction un peu ambiguë du 6e article qui était alors formulé : « Le scout voit Dieu dans la nature ». À la suite de ces polémiques et pour éviter toute ambiguïté, la formulation sera modifiée en : « Le scout voit dans la nature l’œuvre de Dieu. » 
Il meurt le 11 août 1936 à l'âge de 78 ans, à Carnac et est enterré au cimetière d'Annonay en uniforme scout, comme il l'avait demandé, fidèle à la devise « Scout toujours », même six pieds sous terre.
Son nom sera choisi comme nom de troupe lors de la création de la troupe scoute 24e Toulouse vers 1945.

## Famille
Il est le fils de Christophe Guyot d'Asnières de Salins (1819-1906), notaire, maire d'Auray et conseiller général du Morbihan, et d'Eulalie Martin d'Auray (1834-1869).

Il épouse à Nantes le 15 octobre 1888, Claire de Gibon-Porhoet (1866-1935), avec laquelle il a cinq enfants.

## Publications
Il participe à la diffusion de plusieurs ouvrages sur le scoutisme, signant des préfaces ou voyant sa correspondance éditée notamment : 
- Pour l'étude du mouvement scout. L'étape des aînés. La « route ». [Préface signée : général de Salins], Maurice Rigaux, Éditions Spes, 1932
- Silences et réflexions du scoutmestre. Illustrations de Jac Magnan… [Lettre du général de Salins. Préface de Jacques Sevin.], Georges Tisserand, Jacques Sevin, Éditions Spes, 1932 - 203 pages